# Cuthbert, Western Australia
Cuthbert är en ort i Australien. Den ligger i kommunen Albany och delstaten Western Australia, omkring 380 kilometer sydost om delstatshuvudstaden Perth. Orten hade 156 invånare år 2016.
Närmaste större samhälle är Albany, nära Cuthbert. 
Trakten runt Cuthbert består till största delen av jordbruksmark. Genomsnittlig årsnederbörd är 1 017 millimeter. Den regnigaste månaden är juni, med i genomsnitt 147 mm nederbörd, och den torraste är februari, med 22 mm nederbörd.